# Fynbos
Fynbos (/ˈfeɪnbɒs/; afrikanska izgovorjava: [ˈfəinbɔs], lit. 'fin grm') je majhen pas naravnega grmičevja ali vegetacije resave v provincah Zahodna Kaplandija in Vzhodna Kaplandija v Južni Afriki. Območje je pretežno obalno in gorsko, s sredozemskim podnebjem in deževnimi zimami. Ekoregija fynbos je znotraj bioma sredozemski gozdovi in makija . Na področjih, povezanih z biogeografijo, je fynbos znan po izjemni stopnji biotske raznovrstnosti in endemizmu, ki ga sestavlja približno 80 % (8500 fynbosov) vrst cvetličnega kraljestva Cape, kjer jih je skoraj 6000 endemičnih. Območje se še naprej sooča z resnimi grožnjami, ki jih povzroča človek, vendar zaradi številnih gospodarskih uporab fynbosov potekajo prizadevanja za ohranitev, da bi ga pomagali obnoviti.

## Izvor pojma
Beseda fynbos se pogosto razume dobesedno kot 'fin grm', saj v afrikanščini bos pomeni 'grm', medtem ko se v tem primeru grm nanaša na vrsto vegetacije. Tipično listje fynbosa je erikoidno in ne fino. Izraz v predafrikanščini, nizozemski obliki, fynbosch, je zabeležil Noble kot občasno rabo v poznem 19. stoletju. V zgodnjem 20. stoletju je John Bews omenil: »Jugozahodno ali Cape regijo Macchia ali Fynbosch«. Rekel je: »V tej dobro znani regiji, kjer pozimi dežuje in so poletja bolj ali manj suha, je prevladujoča vegetacija sklerofilnega tipa in je malo ali nič naravnega travinja, čeprav je veliko vrst trave ...« Prav tako se sklicuje na visoko stopnjo endemizma v travah v tej regiji. Nekje drugje o izrazu govori kot o »...ki ga uporabljajo prebivalci Cape za kakršno koli majhno gozdno rastje, ki ne vključuje lesnih dreves«; v sedanjem ljudskem jeziku je to še vedno učinkovit pomen besede. So pa v tehničnem, ekološkem smislu omejitve bolj zahtevne. V drugi polovici 20. stoletja se je fynbos uveljavil kot izraz za »prepoznavno vegetacijo jugozahodnega rta«.

## Kapsko floralno kraljestvo
Fynbos – ki raste v 100 do 200 km širokem obalnem pasu, ki se razteza od Clanwilliama na zahodni obali do Port Elizabeth na jugovzhodni obali – je del Kapskega floralnega kraljestva, kjer predstavlja polovico površine in 80 % rastlinskih vrst. Fynbos v zahodnih regijah je bogatejši in bolj raznolik kot v vzhodnih regijah Južne Afrike.
Od šestih svetovnih floralnih kraljestev je to najmanjše in najbogatejše na enoto površine. Holarktično kraljestvo, nasprotno, vključuje celotno severno poloblo severno od tropov. Raznolikost rastlin fynbos je izjemno velika, saj na tem območju raste več kot 9000 vrst rastlin, od katerih jih je okoli 6200 endemičnih, torej ne rastejo nikjer drugje na svetu. Zahodna Kaplandija v Južni Afriki ima veliko večino vrst, po eni oceni najdemo 8550 vrst na 89.000 km2, kar je več kot ocenjeno za malajske gozdove, 7900 vrst na 132.000 km2. Trdilo se je, da presega celo najbogatejši tropski deževni gozd v Južni Ameriki, vključno z Amazonijo. Več kot 600 Ericas se pojavlja v kraljestvu fynbos, medtem ko je bilo v preostalem svetu opisanih le dva ali tri ducate. To je na območju 46.000 km2 – za primerjavo, na Nizozemskem s površino 33.000 km2 živi 1400 vrst, med katerimi ni nobene endemične. Mizasta gora nad Cape Townom podpira 2200 vrst, več kot celotno Združeno kraljestvo. Čeprav fynbos pokriva le 6 % površine južne Afrike, ima polovico vrst na podcelini – in dejansko ima skoraj vsako peto od vseh doslej opisanih afriških rastlinskih vrst.
Pet glavnih rečnih sistemov prečka kapsko floralno kraljestvo: reka Oliphants v Zahodni Kaplandiji; reka Berg, ki odmaka ravnico Forelands zahodne obale, ki se razteza od Cape Flats do Olifants; Breede, ki je največja reka na rtu; reka Olifants (Southern Cape); Gourits in Groot Rivers, ki odmakata porečje Malega Karuja in južna obala Forelands; ter reki Baviaanskloof in Gamtoos na vzhodu.

## Rastlinstvo
Najbolj vidne sestavine flore so zimzelene sklerofilne rastline, mnoge z erikoidnimi listi in gracilnim habitusom, v nasprotju z lesnim gozdom. Več rastlinskih družin je opaznih pri fynbosu; Proteaceae so vidne, z rodovi, kot so Protea, Leucospermum in Leucadendron (Leucadendron argenteum in "storžki grmi"). Proteje predstavljajo številne vrste in so vidne v pokrajini, na splošno z velikimi osupljivimi cvetovi, od katerih jih mnoge oprašujejo ptice, druge pa majhni sesalci. Večina teh nima podobnih erikoidnih listov, prav tako jih nima večina Rhamnaceae, Fabaceae (metuljnice) ali Geraniaceae. Fynbos Ericaceae vključuje več vrst Erica kot vse druge regije skupaj. Popularno jih imenujemo vresovke in so na splošno manjše rastline s številnimi majhnimi, cevastimi ali kroglastimi cvetovi in erikoidnimi listi. Restionaceae se pojavljajo tudi v večji raznolikosti pri fynbosu kot kjer koli drugje; njihove vrste so površinsko travnate. Mnoge od njih rastejo na vlažnih območjih, kot so sezonska močvirja in porečja v izvirih gorskih potokov, druge pa rastejo v izrazito sušnih razmerah.
Odvisno od lokacije in vidikov, o katerih se razpravlja, ima več drugih družin enako trditev, da so značilne, vključno z Asteraceae (nebinovke, Rutaceae in Iridaceae (perunikovke). Več kot 1400 vrst čebulnic najdemo med fynbosom, od tega je 96 gladiolus (meček) in 54 lachenalia. Območja, na katerih prevladuje renosterbos, Dicerothamnus rhinocerotis, (Asteraceae), so znana kot Renosterveld (afrikanščina za 'polje nosorogov').

## Živalstvo
Fynbos je dom številnih edinstvenih in endemičnih živali, s sedmimi vrstami endemičnih ptic in neznanim številom endemičnih plazilcev, dvoživk in členonožcev. Med sedem ptičjih endemitov sodijo Chaetops frenatus, Promerops cafer, Cryptillas victorini, Anthobaphes violacea, Crithagra leucoptera, Crithagra totta in Turnix hottentottus.

## Ekoregije
Območje fynbosa je bilo razdeljeno na dve zelo podobni ekoregiji: nižinski fynbos (pod 300 m nadmorske višine) na peščenih tleh zahodne obale in montanski fynbos Cape Fold Belta.
Nižinski fynbos in Renosterveld imata redne zimske padavine, zlasti zahodno od rta Agulhas. Ekoregija je bila razdeljena na devet območij: Forelands Zahodne obale od Cape Flats do reke Olifants (Zahodna Kaplandija); porečje Warm Bokkeveld okoli mesta Ceres; dolina Elgin okoli mesta Elgin; peščena nižina Agulhas na obali; dolina reke Breede okoli mesta Worcester; južna obala Forelands od Caledona zahodno do zaliva Mossel; jugovzhodni konec Malega Karuja; dolina Langkloof; in jugovzhodna obala Forelands zahodno od Tsitsikamma do Gqeberha.
Rastlinstvo v nižinah vsebuje veliko število endemičnih vrst in daje prednost večjim rastlinam od tistih, ki rastejo na hribovitih območjih. Vključujejo večje Restionaceae, kot so vrste Elegia, Thamnochortus in Willdenowia, ter proteje, kot sta Protea cynaroides in Serruria florida. Posebne vrste nižinskih fynbosov vključujejo grmičevje in zelišča obalnih peščenih sipin, mešanico erikoidov in restoidov z grmovjem grmovja, kot so Maytenus in druge Celastraceae, sideroxylons in druge Sapotaceae ter Rhus in druge Anacardiaceae na obalnem pesku; klasični fynbos peščenih ravnic zahodne obale Forelands in ravnice Agulhas; travnati fynbos na hribovitih in vlažnejših območjih južne in jugovzhodne obale; območja, kjer se mešata fynbos in renosterveld; obalni renosterveld na zahodni in južni obali Forelands; in celinski renosterveld bolj suhih celinskih Little Karoo in Warm Bokkeveld.
Območje je tudi dom številnih endemičnih bitij, ki so se prilagodila življenju na tem območju, kot so opičji hrošči, ki oprašujejo Ixia viridiflora. Na tem območju se pojavljajo tudi endemične vrste rib v petih rečnih sistemih. Med endemične plazilce in dvoživke sodijo številne želve in kameleonu podobna žaba arum (Hyperolius horstockii).
Gorski fynbos in Renosterveld je območje nad 300 m, skupno 45.000 km2 gorovja Cape Fold. Tam najdemo enako raven cvetne raznolikosti, vključno z vsemi tremi značilnimi družinami fynbosov, vendar prevladujejo erike. Ker so višja in vlažnejša območja bolj zaščitena in vsebujejo pomembne vodne vire, je prvotno rastlinstvo bolj nedotaknjeno kot v nižinah; vendar sta kmetijstvo in globalno segrevanje še vedno grožnja. Regija vključuje gore na zahodu od Kapskega polotoka do gorovja Kouebokkeveld, zaledje južne obale od Elgina do Gqeberhe, gore severno od Malega Karuja od Laingsburga do Willowmora in hribovje Inselberg znotraj Malega Karuja. Približno polovica teh območij je prvotno fynbos, približno polovica pa renosterveld.
Pojavijo se številne različne mikroklime, zato se rastlinstvo spreminja od zahoda proti vzhodu, spreminja pa se tudi z nadmorsko višino po pobočjih hribov stran od obale in glede na smer kompasa. Nižje vzpetine so pokrite s protea fynbos, ericas pa prevzame višje. Med rastlinske vrste sodijo Leucospermum. Divje živali vključujejo številne endemične čebele, hrošče, konjske muhe in mravlje ter ptice, kot so Promerops cafer in Anthobaphes violacea. Mnoge od teh ptic in žuželk so pomembni in specifični opraševalci za fynbos, kot je metulj Aeropetes tulbaghia, ki obišče le rdeče cvetove, kot je Disa uniflora in opraši 15 različnih vrst. Med večje živali sodijo antilope, zlasti Raphicerus melanotis, Sylvicapra grimmia in Oreotragus oreotragus. Izumrla modra antilopa in quagga sta bili prav tako domorodni fynbosa.

## Gospodarske uporabe
Rooibos (Aspalathus linearis) in medeni grm (Cyclopia intermedia) sta gospodarsko pomembna, gojita in nabirata se v velikih količinah na območju Cederberga in zagotavljata pomemben izvoz. Restionaceae se še naprej uporablja za slamnato kritje, kot že stotine ali celo tisoče let. Proteje in druge cvetlične vrste gojijo na številnih območjih, njihove cvetove pa nabirajo za izvoz.
Na številnih območjih s sredozemskim podnebjem so vrste fynbos postale priljubljene vrtne rastline, zlasti aloje in pelargonije, v hladnejših regijah pa se uporabljajo kot rastline za okna.
Zelo veliko rastlinskih vrst fynbos se uporablja v tradicionalni medicini in medtem ko je bil le majhen delež še podvržen uradnemu testiranju, je bilo za mnoge že ugotovljeno, da imajo zdravilne lastnosti.

## Grožnje in ohranjanje
Fynbos je regija Južne Afrike, ki jo najbolj prizadenejo invazivne tujerodne vrste, ki skupaj pokrivajo okoli 10 % celotne države. Najpogostejše invazivne rastline so Acacia sensu lato in hakeas, ki izvirajo iz Avstralije, in boro Pinus radiata, ki izvirajo iz Evrope in kalifornijske obale Združenih držav. Borovci so bili v Južno Afriko prineseni v 19. stoletju, akacije pa so bile uvožene sredi 1870-ih let za stabilizacijo peščenih sipin. Leta 1997 je bilo ocenjeno, da je invazija povzročila upad vrednosti regije fynbos za 750 milijonov USD na leto.
Ministrstvo za vodne zadeve in gozdarstvo je leta 1995 začelo program Working for Water (WfW) za nadzor nad temi invazivnimi vrstami, za katere je bilo dokazano, da zasežejo 9,95 % uporabnega odtoka površinske vode. Od takrat je bilo več kot 100.000 hektarjev zemlje očiščenih invazivnih vrst, obenem pa je bilo na leto zagotovljenih delovnih mest približno 20.000 ljudem, med katerimi so večinoma ženske in nekvalificirani delavci. Sistematično spremljanje napredka WfW ni, vendar obstajajo nezanesljivi dokazi, da se je endemičen srebrni grah vrnil na Mizasto goro, potem ko je veljal za iztrebljenega.
- Raziskovanje
- Raziskovalci na relativno oddaljenem odseku Kogelberškega peščenjaka Fynbos
- Skupnost za ohranjanje kritično ogroženega ostanka Lourensford Alluvium Fynbos v Harmony Flats, Cape Town